# Грабар Андрій Володимирович
Андрі́й Володи́мирович Гра́бар, «Танчик», «Мамай» (14 вересня 1995 року, м. Миколаїв, Миколаївська область — 19 березня 2021 року, с. Водяне, Сартанська селищна громада, Маріупольський район, Донецька область) — молодший сержант, командир бойової машини — командир відділення батальйону морської піхоти 36-ї окремої бригади морської піхоти імені контр-адмірала Михайла Білинського Збройних сил України, учасник російсько-української війни.

## Із життєпису
Отримав відмову в 4 та 5 хвилях мобілізації й, навесні 2015 року, підписав контракт із ЗСУ. Службу розпочав у десантно-штурмовій роті 501-го окремого батальйону морської піхоти, котрий проходив доукомплектацію. Під час служби навчався в Міжнародному класичному університеті імені Пилипа Орлика. Вільно розмовляв англійською мовою.
Учасник Антитерористичної операції на сході України та Операції об'єднаних сил на території Донецької та Луганської областей з 2015 року. Учасник боїв у Приазов'ї, зокрема на Широкинському напрямку. Планував стати офіцером, хотів вступати до військового вишу в Одесі.
Загинув 19 березня 2021 року, перебуваючи на бойовому посту, внаслідок масованого мінометного обстрілу позицій Збройних сил України російськими найманцями: ворожа міна пробила захист спостережного пункту.
Похований 6 квітня у Миколаєві на Алеї слави Центрального міського кладовища.

## Нагороди та вшанування
- Указом Президента України № 202/2021 від 20 травня 2021 року «за особисту мужність і самовіддані дії, виявлені у захисті державного суверенітету та територіальної цілісності України» — нагороджений орденом «За мужність» III ступеня (посмертно)[3].

- Нагороджувався відзнаками Міністерства оборони, командування Генерального Штабу та Військово-Морських сил[1].